# روزنوو
روزنوو (به آلمانی: Rosenow) یک شهر در آلمان است که در مکلنبورگیشه زنپلاته واقع شده‌است. روزنوو ۱٬۰۶۸ نفر جمعیت دارد.